# Draga (ime)
Draga je  žensko osebno ime.

## Izvor imena
Ime Draga je mogoče razlagati kot žensko obliko moškega osebnega imena Drago ali pa kot skrajšano obliko iz zloženih imen Dragoljuba, Dragomila, Dragomira, Dragoslava, ali pa naravnost iz pridevnika drága, latinsko cara.

## Različice imena
- moške različice imena: Drago
- ženske različice imena: Dragana, Dragi, Dragica, Dragina, Draginja, Dragoljuba, Dragomila, Dragomana, Dragomira, Dragomirka, Dragoslava, Dragoslavka, Dragotina, Dragotinka, Draguša, Draguška, Dražana, Dražena, Draženka

## Pogostost imena
Po podatkih Statističnega urada Republike Slovenije je bilo na dan 31. decembra 2007 v Sloveniji število ženskih oseb z imenom Draga: 638.

## Osebni praznik
Osebe z imenom Draga godujejo 28. januarja, 3. junija in 4. novembra.